# Tjuvfjorden
Tjuvfjorden is een fjord van het eiland Edgeøya, dat deel uitmaakt van de Noorse eilandengroep Spitsbergen.
De naam van het fjord betekent vertaald Dievenfjord.

## Geografie
Het fjord ligt aan de zuidzijde van het eiland en deelt het zuidelijke deel in tweeën. Ze mondt in het zuiden uit in de Barentszzee. Het fjord heeft een lengte van 45 kilometer en is tot 30 kilometer breed.
Het fjord wordt in de noordwestkust gevoed door de gletsjers Skrentbreen, Kuhrbreen, Skarvbreen en Veidebreen. In de oostkust wordt het fjord gevoed door de gletsjers van Seidbreen, Gandbreen, Deltabreen en Kvitkåpa.
Verder naar het westen ligt het fjord Storfjorden.
Vanuit het noorden komt het dal Dyrdalen op het fjord uit.